# Mirandola (opera teatrale)
Mirandola (Mirandola: a Tragedy in inglese, Mirandola: una tragedia) è una tragedia scritta da Barry Cornwall. Venne messa in scena nel gennaio 1821 al Theatre Royal di Covent Garden, a Londra interpretata da William Charles Macready, Charles Kemble e Miss Foote nelle parti principali
Pur venendo stroncata dalla critica per essere troppo simile ad altre tragedie, tra cui il Filippo di Vittorio Alfieri, ottenne un grande successo tra il pubblico, tanto che venne replicata sedici volte.

## Trama
Nel preambolo della tragedia, Giovanni, duca della Mirandola, sposa una dama di nome Isidora, che in precedenza era stata inizialmente promessa sposa a Guido, figlio del duca. Secondo l'inganno del monaco Gheraldi (uno dei principali cospiratori della congiura), che aveva riferito della morte di Guido in battaglia, Isidora viene indotta ad acconsentire al matrimonio con il duca Giovanni.
Il primo atto si apre dunque con l'inaspettato ritorno di Guido a Mirandola, impaziente di rivendicare l'amore della sua promessa sposa ed ignaro del complotto avvenuto in sua assenza, dato che tutte le lettere tra padre e figlio erano state intercettate dalle macchinazioni del monaco. Scoperto l'inganno, nascono sentimenti di gelosia e diffidenza tra il duca e Guido, accentuate dall'atteggiamento di Isabella, sorella del duca, la quale spera così di assicurare al figlio la successione al Ducato della Mirandola.
Con le sue arti e l'aiuto del famigerato monaco, le passioni del Duca sono portate alla follia: scopre Isidora insieme al figlio Guido, e nella sua gelosa frenesia ordina di mettere a morte il giovane. L'amico di Guido, che irrompe con le lettere intercettate che aveva accidentalmente recuperato da Gheraldi, arriva però troppo tardi per salvarlo. Il duca Giovanni muore allora in un'agonia di pentimento e di passione, con gli schemi diabolici di Isabella coronati dal successo. Il destino di Isidora è invece lasciato alla fantasia dello spettatore.

## Edizioni
- (EN) Mirandola: A Tragedy, Londra, Bryan Waller Procter, 1821.
- (EN) A Sicilian story and Mirandola, Garland Pub., 1977.